# Полуянов Валерій Григорович
Полуянов Валерій Григо́рович (7 лютого 1943 — 9 лютого 2015) — радянський футболіст, нападник. Майстер спорту СРСР (1969). У складі «Суднобудівника» виходив на поле у півфінальному матчі Кубка СРСР 1969.

## Ігрова кар'єра
Вихованець уральського футболу. Виступав у лінії нападу «Салюта» (Каменськ-Уральський), «Востоку» (Усть-Каменогорськ) і «Кузбаса» (Кемерово). Перейшов до «Суднобудівника» на запрошення начальника «корабелів» Якова Борисова, який три рази приїжджав на виїздні матчі «Кузбасу». У миколаївській команді провів один сезон 1969 року, у якому «Суднобудівник» домігся найвищого результату у розіграшах Кубка СРСР — вийшов у півфінал. Полуянов брав участь у всіх семи матчах, забив чотири м'ячі, причому два з них стали переможними. Став найкращим бомбардиром команди в турнірі.
Через важку травму у 27 років завершив ігрову кар'єру. Тренував аматорський «Океан» з Миколаєва. Працював тренером у ДЮСШ «Колос» Миколаївського району.
Інспектував матчі першості України серед колективів фізичної культури, чемпіонату області та міста.
Помер 9 лютого 2015 року.

## Сім'я
Був одружений з Полуяновою Маргаритою Костянтинівною. Двоє дітей, двоє онуків.